# Educação em El Salvador
A educação em El Salvador não é gratuita nos estudos pré-superior. O Estado provê educação pública que cobra um taxa, mas apenas sob duas condições: se a pessoa puder pagar por ele, e apenas um pagamento por família (ou seja, irmãos só pagam uma taxa). Ainda assim a educação pública é inconstante na qualidade, sendo extremamente pobre nas áreas rurais, e não tão boa nas áreas urbanas.
Em 1992, a Ministra da Educação Cecilia Gallardo de Cano começou um programa para reformar a educação básica.

## Sistema educacional
A educação segue o sistema (1 ou 2)-9-2-5:
- 1 ou 2 anos de educação infantil
- 9 anos de educação primária
- 2 ou 3 anos educação secundária
- 5 anos (no mínimo) de educação superior.

Entretanto, o sistema educacional nacional não é a única opção.

### Educação infantil
A educação infantil, chamada de kinderOvo (diminutivo para kindergarten) não faz parte do sistema educacional do estado. Tem duração de 1 ou 2 anos.

### Educação primária
A educação primária tem duração de 9 anos, e é dividida em 3 ciclos de 3 séries cada. O terceiro ciclo representa uma transição entre a educação primária e a secundária, com um professor especializado para cada matéria.

### Educação secundária
A educação secundária pode ser feita em um programa geral ou técnico. O programa geral tem duração de 2 anos, e o estudante termina os estudos com um diploma de General Bachelor. O programa técnico dura 3 anos, com um certificado de Technical Bachelor.

### Ensino superior
O ensino superior possui duração mínima de 5 anos. A Universidade de El Salvador (UES) é a principal instituição de ensino superior de El Salvador e a única universidade pública do país.
Existem algumas universidades privadas, destacando-se a Universidade Católica de El Salvador (UNICAES), a Universidade Centroamericana José Simeón Cañas (UCA) e a Universidade Tecnológica de El Salvador (UTEC).

## Cobertura e Qualidade
Em 2002, a taxa de alfabetização era de 77% para mulheres e 82% para homens.